# Sagediopsis
Sagediopsis (Sacc.) Vain. (sagediopsis) – rodzaj grzybów z rodziny Adelococcaceae.

## Systematyka i nazewnictwo
Pozycja w klasyfikacji według Index Fungorum: Adelococcaceae, Verrucariales, Incertae sedis, Eurotiomycetes, Pezizomycotina, Ascomycota, Fungi.
Polska nazwa według W. Fałtynowicza.
Gatunki występujące w Polsce:
- Sagediopsis aquatica (Stein) Triebel 1989 – sagediopsis wodny, bulwiczka wodna
- Sagediopsis barbara (Th. Fr.) R. Sant. & Triebel 1989 – sagediopsis wątły
- Sagediopsis lomnitzensis (Stein) Orange 2002 – sagediopsis łomnicki, kapturnica łomnicka

Nazwy naukowe na podstawie Index Fungorum. Polskie nazwy według W. Fałtynowicza..